# Station Veenendaal Centrum
Station Veenendaal Centrum is een spoorwegstation in Veenendaal gelegen aan de Veenendaallijn. Voor de heropening van die lijn in 1981 heette het station nog Station Veenendaal.

## Geschiedenis
Als tweede station van Veenendaal (na Veenendaal-De Klomp aan de lijn Utrecht-Arnhem) werd Veenendaal Centrum geopend op 18 februari 1886 aan de spoorlijn Kesteren - Amersfoort, indertijd station Veenendaal. Dat stationsgebouw had dezelfde structuur als op de stations op de oostelijke deel van de aansluitende Betuwelijn (Elst-Geldermalsen-Dordrecht). Het station had een groot en ruim emplacement met laad- en lossporen. Voor reizigerstreinen had men twee perrons, een aan de stationszijde en een aan de overzijde van het stationsgebouw. In 1907 werd aan dit perron een abri gebouwd. Het emplacement had een spooraansluiting naar de Rhenense Cravatten en Confectiefabriek Roesingen en Zn. (Later de DS van Schuppen). Naast de uitrijseinen had station Veenendaal inrijseinen die geplaatst waren op een bordes. De centrale beveiliging van het emplacement werd bediend vanuit Post T in het stationsgebouw en vanuit Seinhuis Post I ten westen van het station bij Wachterswoning 31. Op Post T vond de vensterverwisseling plaats met Post 1 en bediende het blokbeveiliging met Station Rhenen waar Blokstelsel A in dienst was met Enkelspoor venster, Blokvenster en Voorbijgang venster. Post 1 had naast de Vensters voor de verwisseling met Post T ook de vensters voor het Blokstelsel A (Enkelspoorvenster, Blokvenster en Voorbijgangvenster) met het station Woudenberg-Scherpenzeel. In 1931 werden de perrons in westelijke richting verlengd.
Op 17 september 1944 werd dit station gesloten voor het reizigersvervoer, dat niet meer werd hervat. In 1952 werd de SKF aangesloten met een spooraansluiting en in 1953 kwam een spooraansluiting bij het slopersbedrijf Heuvelman en werd de militaire laad- en losplaats afgebroken. In 1957 werd de overweg aan de Kerkewijk verlegd en hebben er kleine wijzigingen plaatsgevonden en tot aan de reactivering is het emplacement gelijk gebleven. Wel werd de centrale beveiliging beetje voor beetje opgeruimd. Op 28 mei 1972 werd het station voor wagenladingen gesloten. Het bleef beperkt open voor de Firma Heuvelman Slopersbedrijf die vele Nederlandse stoomlocomotieven van de NS heeft gesloopt. In de jaren 70 kwam er een einde aan het stationsgebouw van Veenendaal, dit werd in 1975 gesloopt.

## Huidig station
Op 31 mei 1981 werd het nieuwe station (als Veenendaal Centrum) geopend op de plaats van het oude stationsgebouw aan de inmiddels gereactiveerde spoorlijn. Het reizigersvervoer verliep niet meer tussen Amersfoort en Kesteren, maar tussen Utrecht en station Rhenen over de Veenendaallijn als aftakking van de spoorlijn Utrecht - Arnhem.
Het station kreeg een eigen stationsgebouw ontworpen door Ir. C Douma, de voorzieningen werden ondergebracht in een kantoorgebouw langs het spoor. Het emplacement rondom het station is enorm gewijzigd: op de plaats van de opgeruimde rangeersporen is een verbindingsweg tussen de Kerkewijk en de Rondweg-West aangelegd ('t-Goeie Spoor). Ook is er een ondertunneling voor fietsers gekomen die het Franse Gat met het Veense centrum verbindt. Verder zijn alle sporen opgeruimd. De twee overgebleven doorgaande hoofdsporen zijn voorzien van automatisch blokstelsel met beveiligd linksrijden. Voor de blokbeveiliging krijgt Veenendaal-Centrum automatisch bloksein voor Enkelspoor zonder tussen blokseinen. Net iets voorbij het station lag een wissel die overgaat van dubbelspoor naar enkelspoor en is er een kort tussenblok om omlopen van een trein mogelijk te maken als er een trein onderweg is naar Rhenen. Halverwege de jaren 80 werden de bezuinigingen doorgevoerd waarbij het loket nog maar beperkt open was, uiteindelijk werd dit in 2004 volledig gesloten.
Eind 2006 startte spoorbeheerder ProRail met de wijziging van de spoorsituatie rondom Veenendaal Centrum. Veenendaal Centrum heeft sindsdien een apart kopspoor richting Rhenen, waarbij een treinstel na het uitstappen van passagiers leeg kan kopmaken richting Utrecht. Deze wijziging was nodig omdat NS Reizigers vanaf 2007 in de spits de frequentie tot 4 treinen per uur heeft opgevoerd op de Veenendaallijn. De extra treinen rijden tijdens de spitsuren niet door tot Rhenen, maar eindigen te Veenendaal Centrum. Het emplacement heeft nu ten zuiden van de overweg in de Kerkewijk naast het nieuwe kopspoor twee stel overloopwissels met bediende seinen, aangesloten op het EBP-systeem van ProRail in het verkeersleidingcentrum te Utrecht. Om het drukke wegverkeer over de Kerkewijk hinder door rangerende treinen te besparen, zijn op het baanvakgedeelte Veenendaal Centrum - Veenendaal West ook 2 stel overloopwissels met bediende seinen aangebracht.

## Afbeeldingen

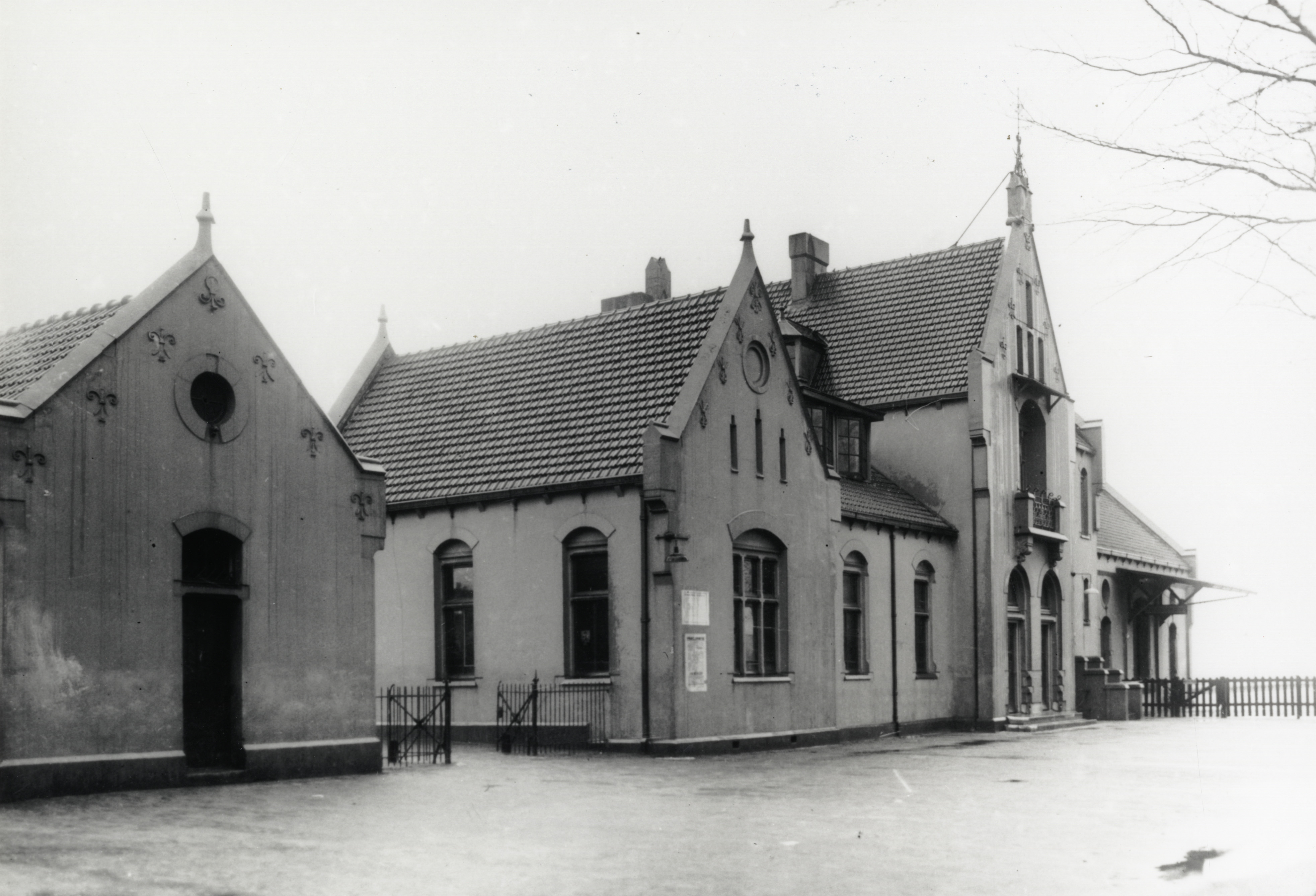
Station in 1940
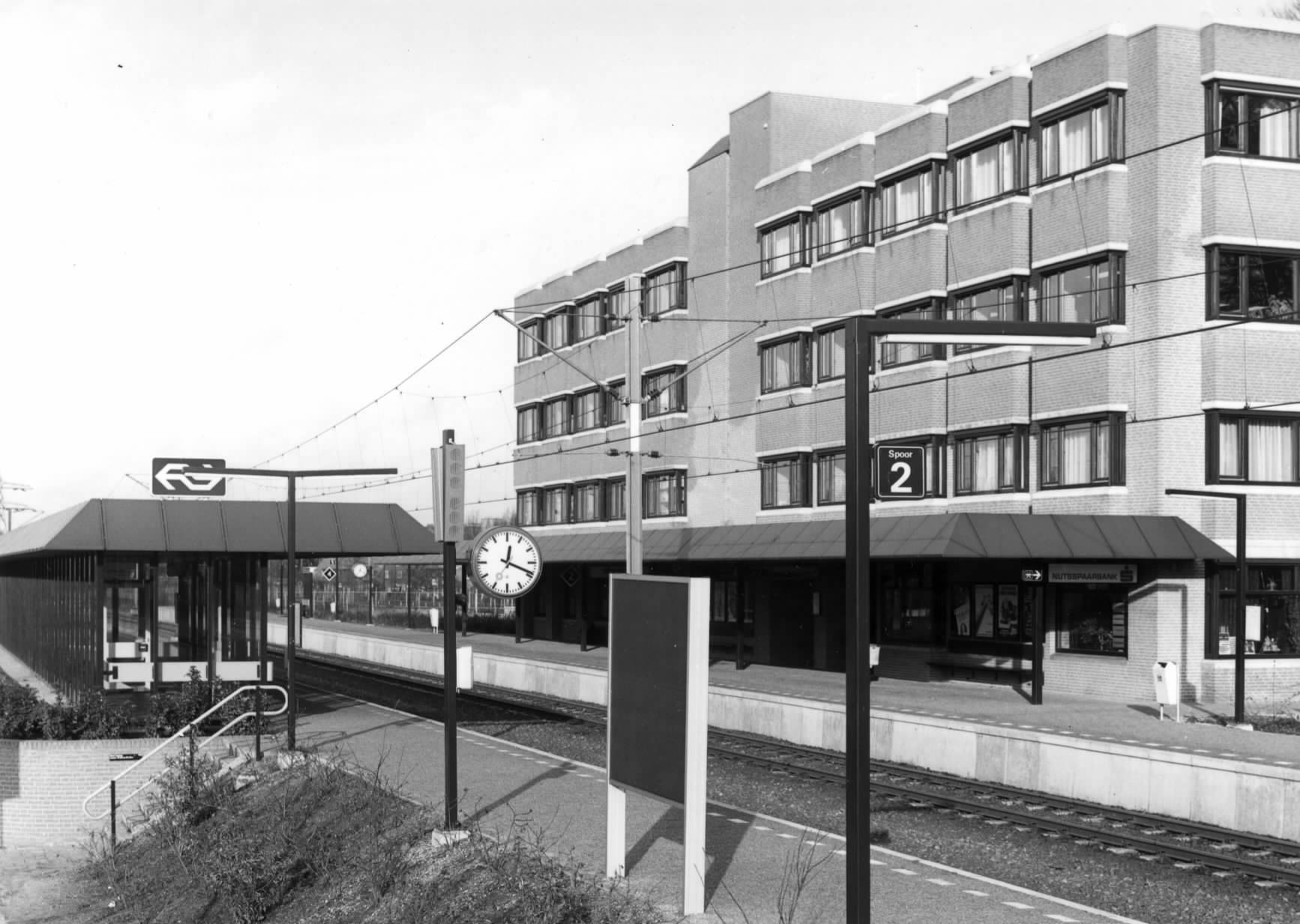
Station in 1981
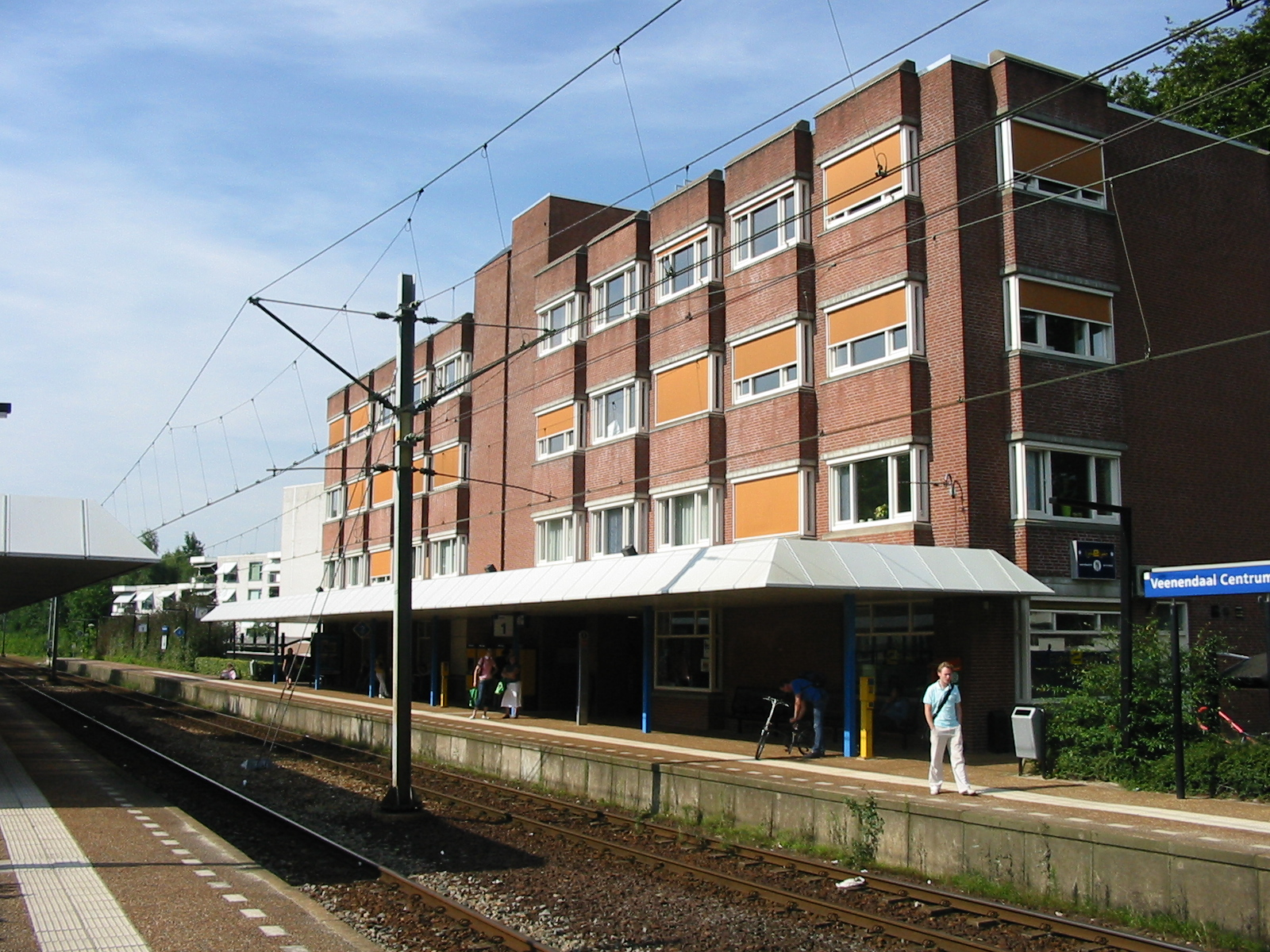
Station in 2007
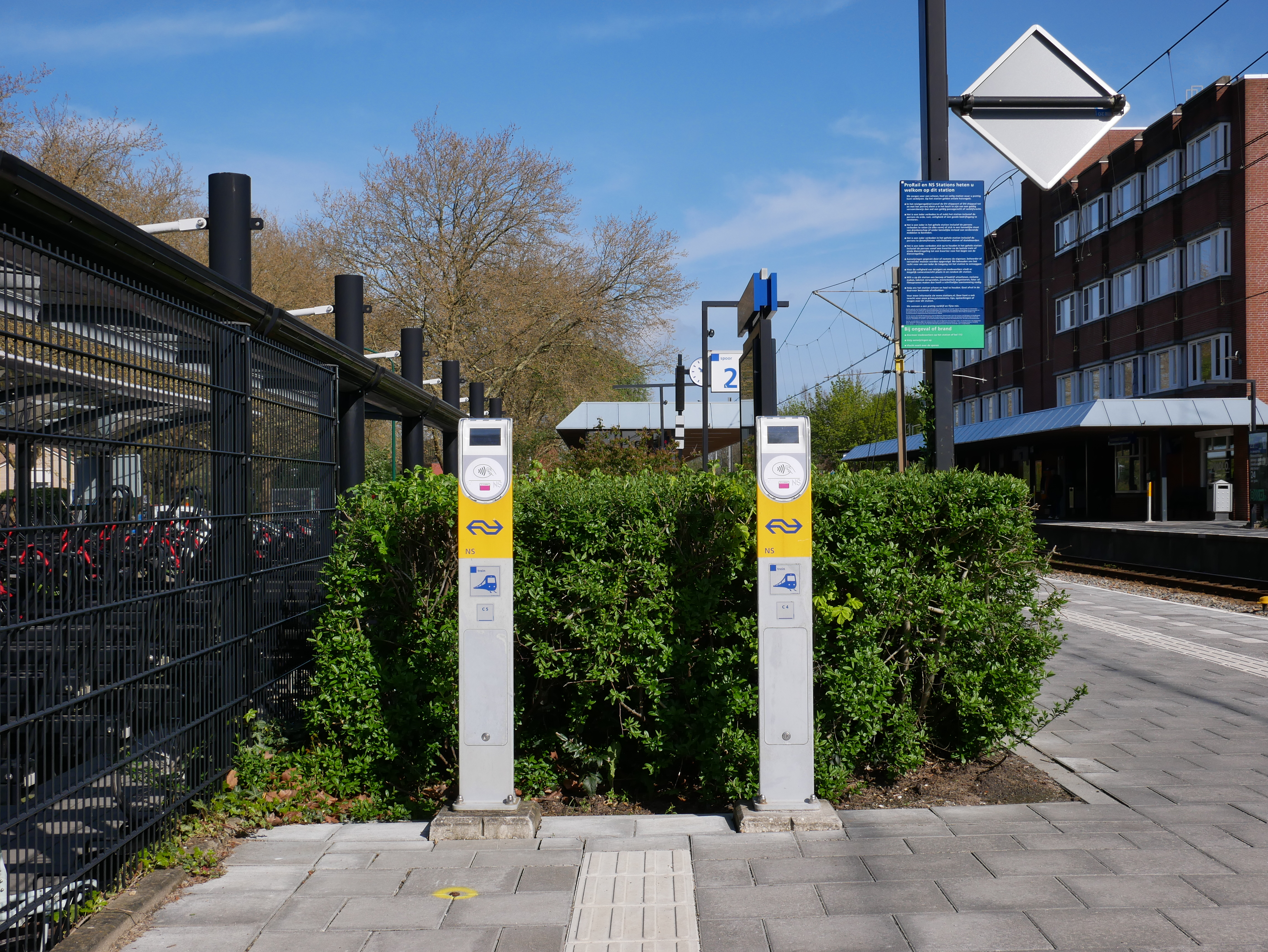
OV-chipkaartpaaltjes
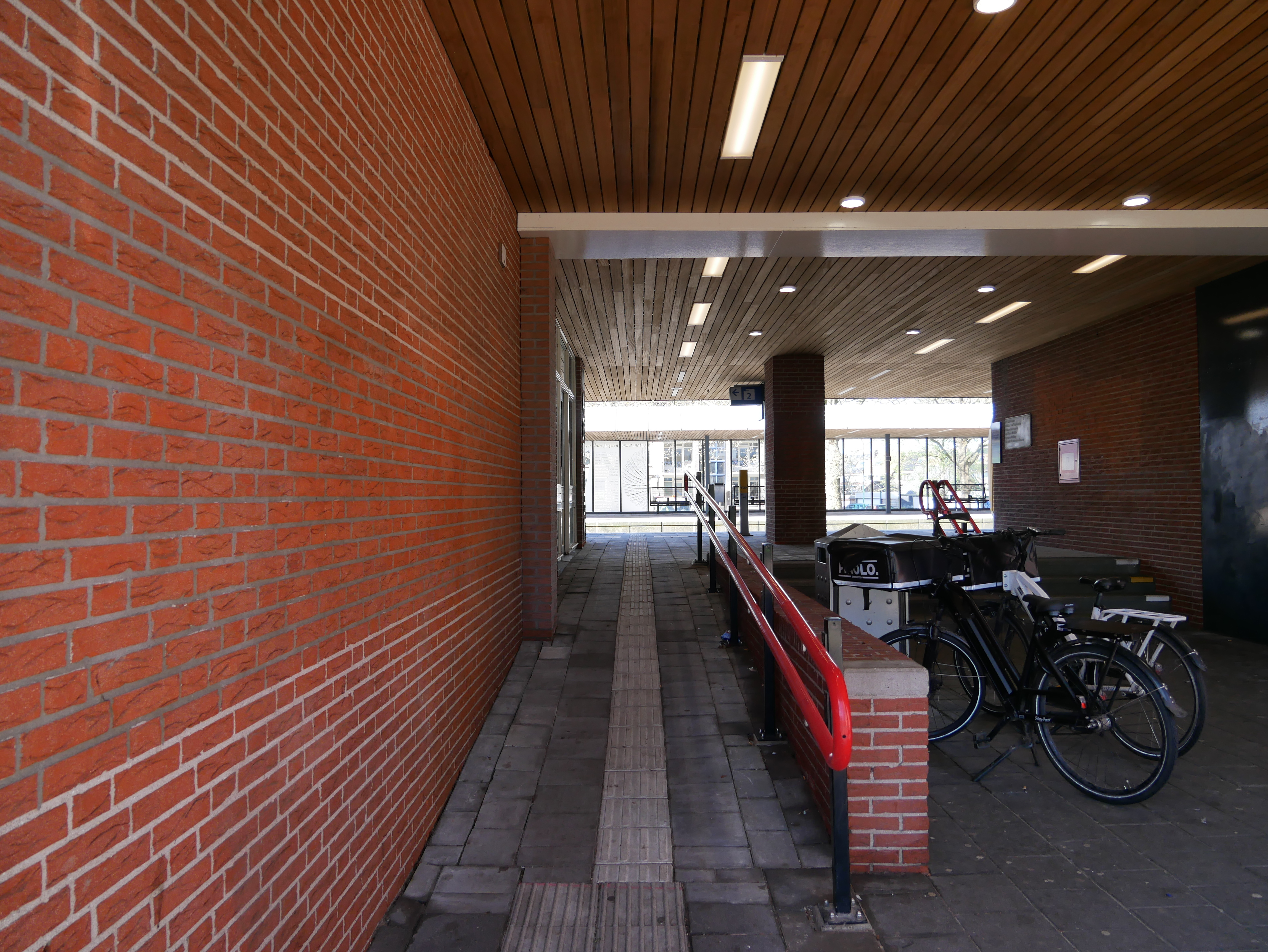
Toegang tot het perron

## Bediening
Het station wordt bediend door de sprinter tussen Rhenen en Utrecht Centraal, die na Utrecht doorrijdt naar Breukelen. Ook stoppen er lijnbussen naar Amersfoort, Zeist, Ede en De Klomp.

### Trein
In de dienstregeling 2025 stoppen de volgende treinen op station Veenendaal Centrum:
| Serie | Treinsoort    | Route                                                                         | Bijzonderheden |
| ----- | ------------- | ----------------------------------------------------------------------------- | -------------- |
| 7300  | Sprinter (NS) | Breukelen – Utrecht Centraal – Driebergen-Zeist – Veenendaal Centrum – Rhenen |                |

### Bus
| Lijn | Route | Soort     | Vervoerder            | Opmerking |
| ---- | --- | --------- | --------------------- | --- |
| 50   | Station Utrecht Centraal – Station Driebergen-Zeist – Doorn – Leersum – Amerongen – Elst – Veenendaal, Station Centrum – Station Veenendaal-De Klomp | U-link    | Syntus Utrecht/U-OV   | |
| 83   | Station Veenendaal-De Klomp – Station Veenendaal West – Veenendaal, Station Centrum                                                                  | Stadsbus  | Syntus Utrecht/Hermes | Lijn 83 (Veenendaal-De Klomp - Veenendaal Centrum) en lijn 85 (Veenendaal Centrum - station Ede-Wageningen) zijn aan elkaar gekoppeld. |
| 85   | Veenendaal, Station Centrum – Station Ede-Wageningen                                                                                                 | Streekbus | Hermes/Syntus Utrecht | Lijn 83 (Veenendaal-De Klomp - Veenendaal Centrum) en lijn 85 (Veenendaal Centrum - station Ede-Wageningen) zijn aan elkaar gekoppeld. |
| 87   | Rhenen, Ouwehands Dierenpark – Rhenen, Station/Tuinlaan – Veenendaal, Station Centrum – Veenendaal Oost – Station Veenendaal-De Klomp                | Streekbus | Syntus Utrecht        | |
| 280  | Station Amersfoort Centraal – Leusden – Woudenberg – Maarsbergen – Veenendaal, Station Centrum                                                       | Streekbus | Syntus Utrecht        | Spitsbus |
| 505  | Overberg – Veenendaal, Station Centrum – Ederveen – Lunteren – Meulunteren – De Valk – Wekerom                                                       | Buurtbus  | Hermes                | Rijdt niet 's avonds en op zondag. |
| 680  | Rhenen – Veenendaal, Station Centrum – De Klomp – Renswoude – Woudenberg – Leusden – Amersfoort                                                      | Schoolbus | Syntus Utrecht        | 's Ochtends richting Amersfoort, 's middags richting Rhenen                                                                            |
| N8   | Station Utrecht Centraal – Station Driebergen-Zeist – Veenendaal, Station Centrum – Rhenen – Wageningen                                              | Nachtbus  | Syntus Utrecht        | Rijdt alleen op vrijdag- en zaterdagnacht.                                                                                             |

## Ontwikkeling aantal reizigers
Het aantal door NS vervoerde reizigers (per gemiddelde werkdag) ontwikkelde zich sedert 2019 als volgt:
| Jaar | Aantal reizigers |
| ---- | ---------------- |
| 2019 | 2.409            |
| 2020 | 1.115            |
| 2021 | 1.172            |
| 2022 | 1.785            |
| 2023 | 2.002            |
| 2024 | 2.083            |

24: Rhenen ·
31: Veenendaal Centrum ·
33: Veenendaal West
Abcoude · 
Amersfoort:
-Centraal · 
-Schothorst · 
-Vathorst · 
Baarn · 
Bilthoven · 
Breukelen · 
Bunnik · 
Den Dolder · 
Driebergen-Zeist · 
Hoevelaken · 
Hollandsche Rading ·
Houten · 
-Castellum · 
Leerdam · 
Maarn · 
Maarssen · 
Rhenen · 
Soest · 
-Zuid · Soestdijk · 
Utrecht:
-Centraal · 
-Leidsche Rijn · 
-Lunetten · 
-Maliebaan · 
-Overvecht · 
-Terwijde · 
-Vaartsche Rijn · 
-Zuilen · 
Veenendaal: 
-Centrum · 
-West · 
Vleuten · 
Woerden
Voormalige stations: zie de lijst van voormalige spoorwegstations in Utrecht
21: Kesteren ·
24: Rhenen ·
31: Veenendaal Centrum ·
33: Veenendaal West ·
36: De Haar ·
41: Woudenberg-Scherpenzeel ·
45: Leusden ·
50: Amersfoort Staat ·
51: Amersfoort